# Ваверу, Патрик
Патрик Ваверу (англ. Patrick Waweru; род. 9 июня 1956) — кенийский боксёр, представитель лёгкой весовой категории. Выступал за национальную сборную Кении по боксу в 1970-х и 1980-х годах, серебряный призёр Игр Содружества, чемпион Всеафриканских игр, победитель и призёр многих турниров международного значения, участник двух летних Олимпийских игр.

## Биография
Патрик Ваверу родился 9 июня 1956 года.
Первого серьёзного успеха на взрослом международном уровне добился в сезоне 1978 года, когда вошёл в основной состав кенийской национальной сборной и побывал на Играх Содружества в Эдмонтоне, откуда привёз награду серебряного достоинства, выигранную в зачёте лёгкой весовой категории — в решающем финальном поединке был остановлен ирландцем Джерардом Хэмиллом.
В декабре 1979 года принял участие в матчевой встрече со сборной Англии в Найроби, уступив по очкам английскому боксёру Джорджу Гилбоди.
В 1980 году одержал победу на Кубке короля в Бангкоке, стал серебряным призёром на Золотом кубке Кении в Найроби, принял участие в двух матчевых встречах со сборной ФРГ — оба раза по очкам уступил немецкому боксёру Рене Веллеру.
В 1984 году вновь был лучшим на Кубке короля в Бангкоке и благодаря череде удачных выступлений удостоился права защищать честь страны на летних Олимпийских играх в Лос-Анджелесе — уже в стартовом поединке категории до 60 кг раздельным решением судей потерпел поражение от корейца Чон Чхиль Сона и сразу же выбыл из борьбы за медали.
В 1987 году победил на домашних Всеафриканских играх в Найроби, взял бронзу на Кубке мира в Белграде — в полуфинале лёгкого веса раздельным решением проиграл болгарину Эмилу Чупренски.
Находясь в числе лидеров боксёрской команды Кении, благополучно прошёл отбор на Олимпийские игры 1988 года в Сеуле. На сей раз в первом бою категории до 60 кг единогласным судейским решением потерпел поражение от представителя Восточной Германии Андреаса Цюлова, который в итоге и стал победителем этого олимпийского турнира.
После сеульской Олимпиады Ваверу ещё в течение некоторого времени оставался в составе кенийской национальной сборной и продолжал принимать участие в крупнейших международных турнирах. Так, в 1989 году он стал серебряным призёром Кубка короля в Бангкоке, где в финале вновь уступил Андреасу Цюлову, и поучаствовал в матчевой встрече со сборной Канады в Найроби, выиграв по очкам у канадского боксёра Билли Ирвина.